# MusicBee
MusicBee est un logiciel gratuit de gestion de bibliothèque musicale et un lecteur audio sur Microsoft Windows. Il utilise la bibliothèque audio BASS et est équivalent à Foobar2000. Entièrement paramétrable et personnalisable il permet de régler au plus juste les sorties son Bluetooth, jack...

## Caractéristiques
- Formats supportés : MP3, AAC, M4A, MPC, OGG, FLAC, APE, TAK, WV, WMA and WAV.
- CD Audio : lecture et extraction de CD Audio (avec support de CD-Text). Les pistes du CD peuvent être extraites (en mode rapide ou sans erreur) en multiples fichiers ou un seul album avec une cuesheet.
- Conversion : conversion de et vers les formats supportés en gardant les métadonnées. Seuls les tags sont modifiés (si le fichier de destination existe déjà) au lieu d'encoder de nouveau.